# Sękowa
Pour la gmina, voir Sękowa (gmina).
Sękowa est une localité polonaise, siège de la gmina de Sękowa, située dans le powiat de Gorlice en voïvodie de Petite-Pologne.